# Instituto Geológico Polaco
El Instituto Geológico Polaco – Instituto Nacional de Investigación (en polaco: Państwowy Instytut Geologiczny – Państwowy Instytut Badawczy ó PIG-NRI por sus siglas en polaco), comúnmente conocido como Instituto Geológico Polaco (Państwowy Instytut Geologiczny) y tradicionalmente como Instituto Geológico (Instytut Geologiczny), es una unidad estatal de investigación y desarrollo con sede en Varsovia, cuya tarea es realizar investigaciones geológicas en Polonia, especialmente en el desarrollo de mapas geológicos, facilitando su aprovechamiento económico.
Es la institución científica nacional más antigua de Polonia. Desde su establecimiento en 1919, ha realizado las funciones del Servicio Geológico Polaco y el Servicio Hidrogeológico Polaco. Tiene un perfil de investigación análogo al Servicio Geológico de los Estados Unidos.

## Historia

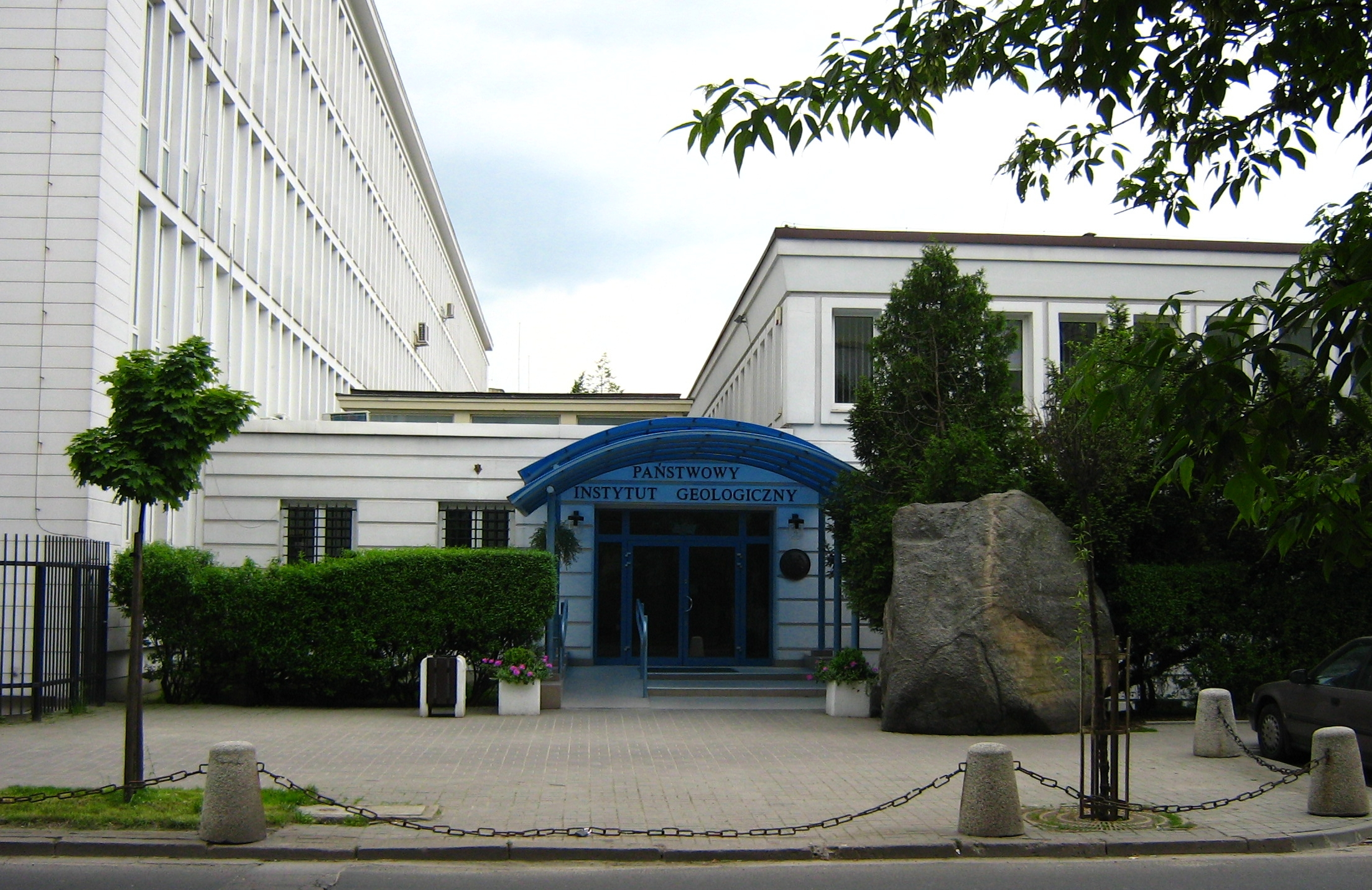
Entrada al edificio del Instituto diseñado por Marek Leykam

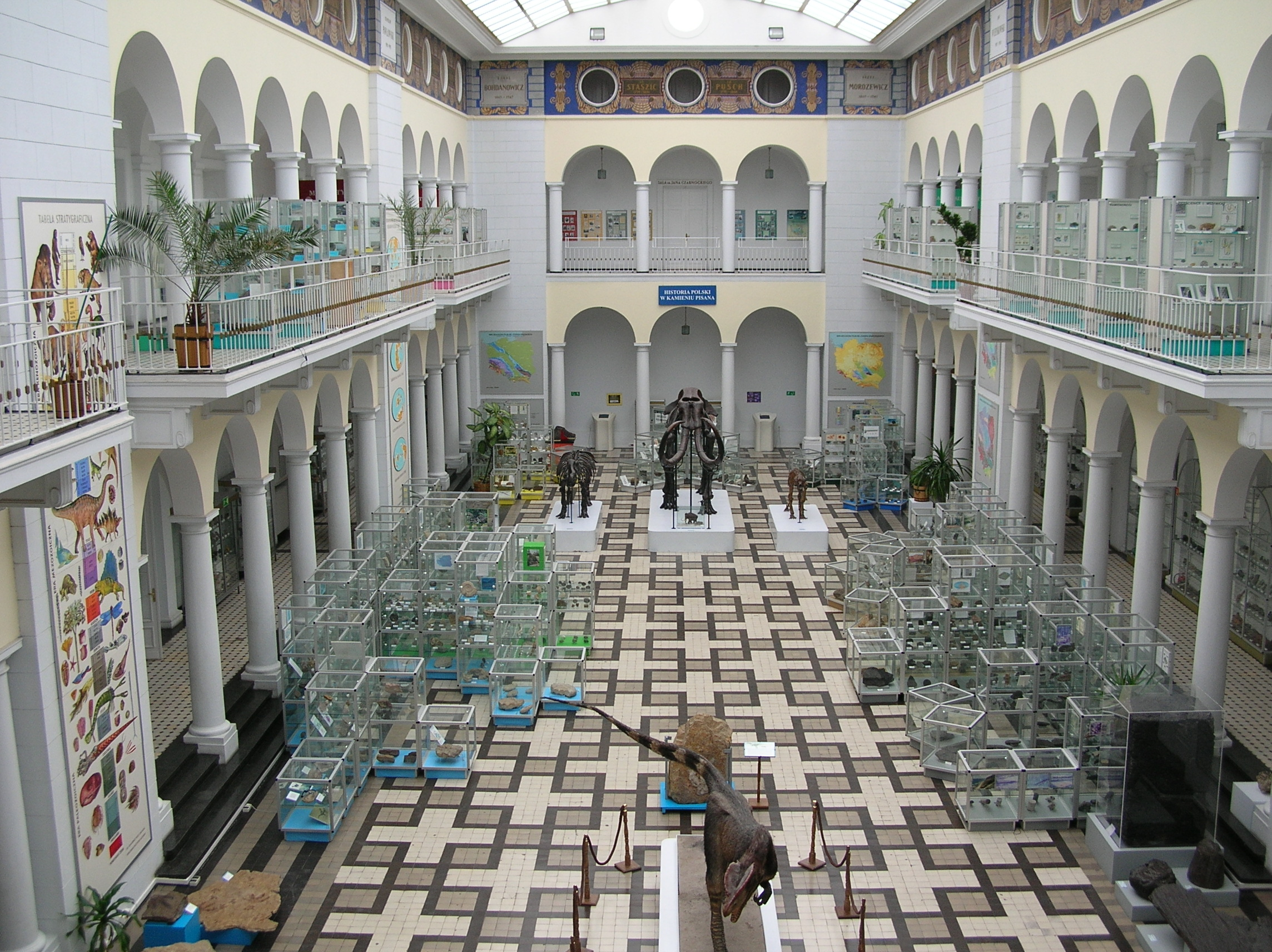
Interior del Museo Geológico del Instituto Geológico Polaco

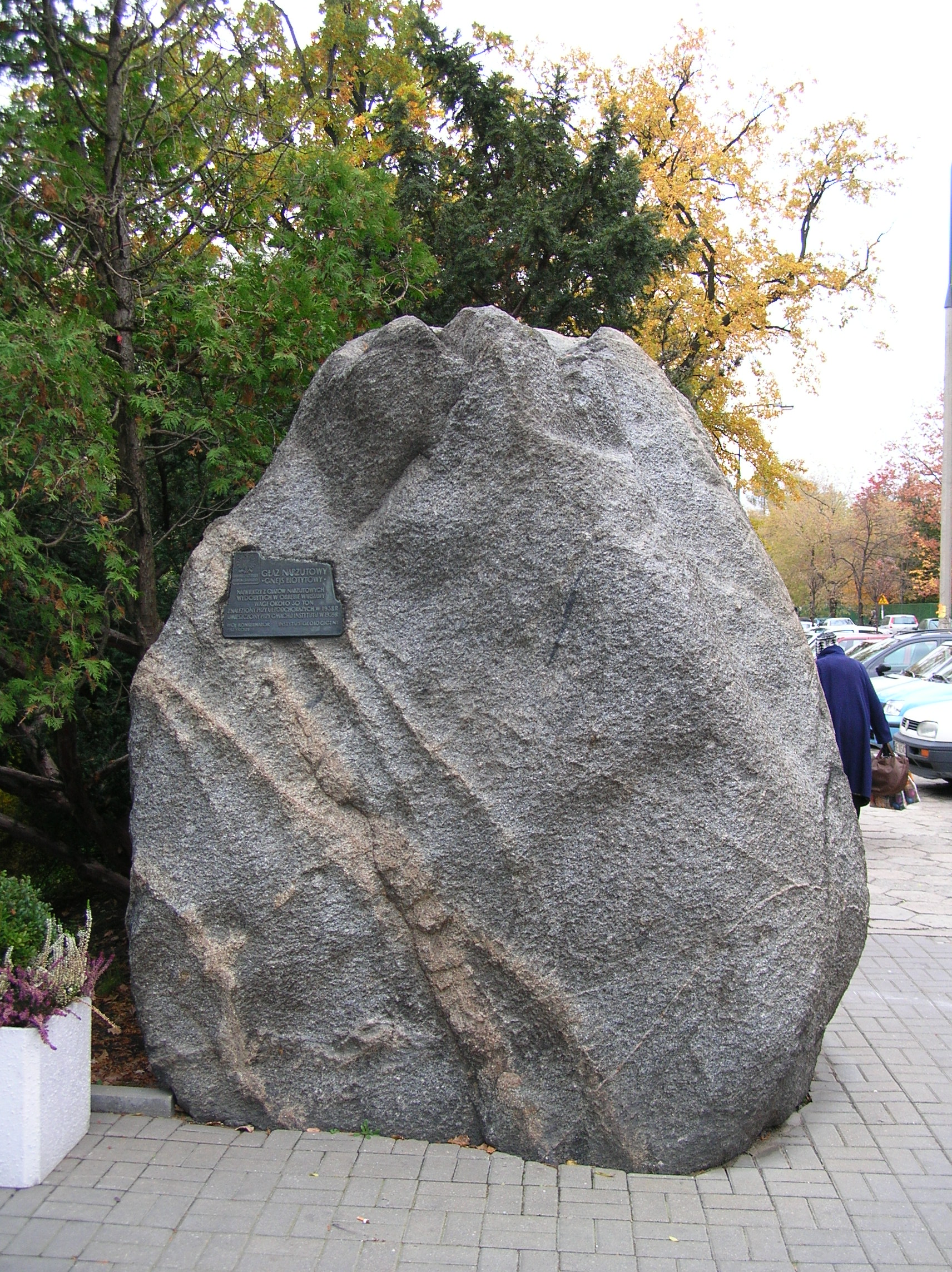
Un peñasco de granito frente a la entrada del Instituto

Las primeras propuestas para establecer un instituto geológico polaco fueron adelantadas por Władysław Szajnocha y Józef Morozewicz a principios del siglo XX en Galicia. Los esfuerzos de muchas otras personas también contribuyeron a la creación del Instituto Geológico Polaco; entre ellos Ludomir Sawicki, Czesław Kuźniar, Stanisław Małkowski y Stanisław Kontkiewicz; este último director del Laboratorio de Geología del Museo de Industria y Comercio.
Creado el 7 de mayo de 1919, todavía funciona hoy. Por Reglamento del Consejo de Ministros del 28 de febrero de 1921, se aprobó el Estatuto del Instituto Geológico Polaco. Estuvo a cargo del profesor Józef Morozewicz, graduado del Instituto Natural Imperial de Varsovia, investigador de minerales en Volhynia (hoy Ucrania), luego en los Montes Tatras, y de rocas ígneas petrográficas, que dirigió hasta el 31 de enero de 1937.
La primera sede del Instituto se ubicó en el Palacio Staszic. Más tarde, se erigió un edificio propio en Mokotów, diseñado por Marian Lalewicz. La construcción duró desde 1925 hasta 1930; algún toque final se completó en 1936. El proyecto se mantuvo en el estilo del clasicismo del siglo XIX con elementos que hacen referencia a la arquitectura de la época del Renacimiento polaco.
El Instituto no estuvo activo durante la ocupación alemana (1939-1945). En 1952, el Instituto Geológico se estableció como parte de la Oficina Geológica Central. Un papel importante en la historia de la posguerra del Instituto fue desempeñado por la Estación Geológica en Czeladź, que funcionó en los años 1946-1961; más tarde transformada en la Rama de Alta Silesia del PGI.
Entre los años 1949 y 1955, se erigió, al lado del edificio diseñado por Marian Lalewicz, un nuevo edificio diseñado por Marek Leykam.
El Instituto ha colaborado con el Servicio Geológico Nacional, en Santo Domingo, desde 1990.

## Actividad
Además de la investigación científica, también realiza labores de divulgación, museística y editorial. Es el editor de una serie de revistas geológicas, incluidas las principales revistas internacionales (llamadas Filadelfia) Geological Quarterly y Geologia Carpathica (en cooperación con instituciones eslovacas). También edita la revista geológica nacional más importante, Przegląd Gelogiczny, publicada por el Ministerio de Medio Ambiente. También mantiene uno de los museos geológicos más grandes de Polonia, ubicado en Varsovia.
Tiene sucursales regionales en Cracovia, Sosnowiec, Kielce, Wrocław, Szczecin y Gdańsk, así como estudios independientes en Lublin y Poznań.
Una de las principales tareas del PGI es la elaboración de mapas geológicos. Entre las ediciones más importantes de mapas realizadas por el PGI se encuentra el Mapa Geológico Detallado de los Montes Sudetes en escala 1 : 25.000, Mapa geológico detallado de Polonia en la escala de 1 : 50.000, Mapa geológico de Polonia en una escala de 1 : 200.000, Mapa hidrogeológico de Polonia en la escala de 1 : 50.000 y 1 : 200.000, así como el Mapa Geológico y Económico de Polonia (Mapa Geoambiental de Polonia) en la escala de 1 : 50.000.
La segunda gran tarea es recopilar toda la documentación y estudios geológicos de todo el país en el Archivo Geológico Central (actualmente Archivo Geológico Nacional), cuyas sucursales están ubicadas en cada una de las sucursales regionales.
Finalmente, el PGI elabora anualmente el Balance de Recursos Minerales, que es una importante fuente de información para la planificación y gestión de los recursos minerales en Polonia.